# Salix miyabeana
Salix mielichhoferi — вид квіткових рослин із родини вербових (Salicaceae).

## Морфологічна характеристика

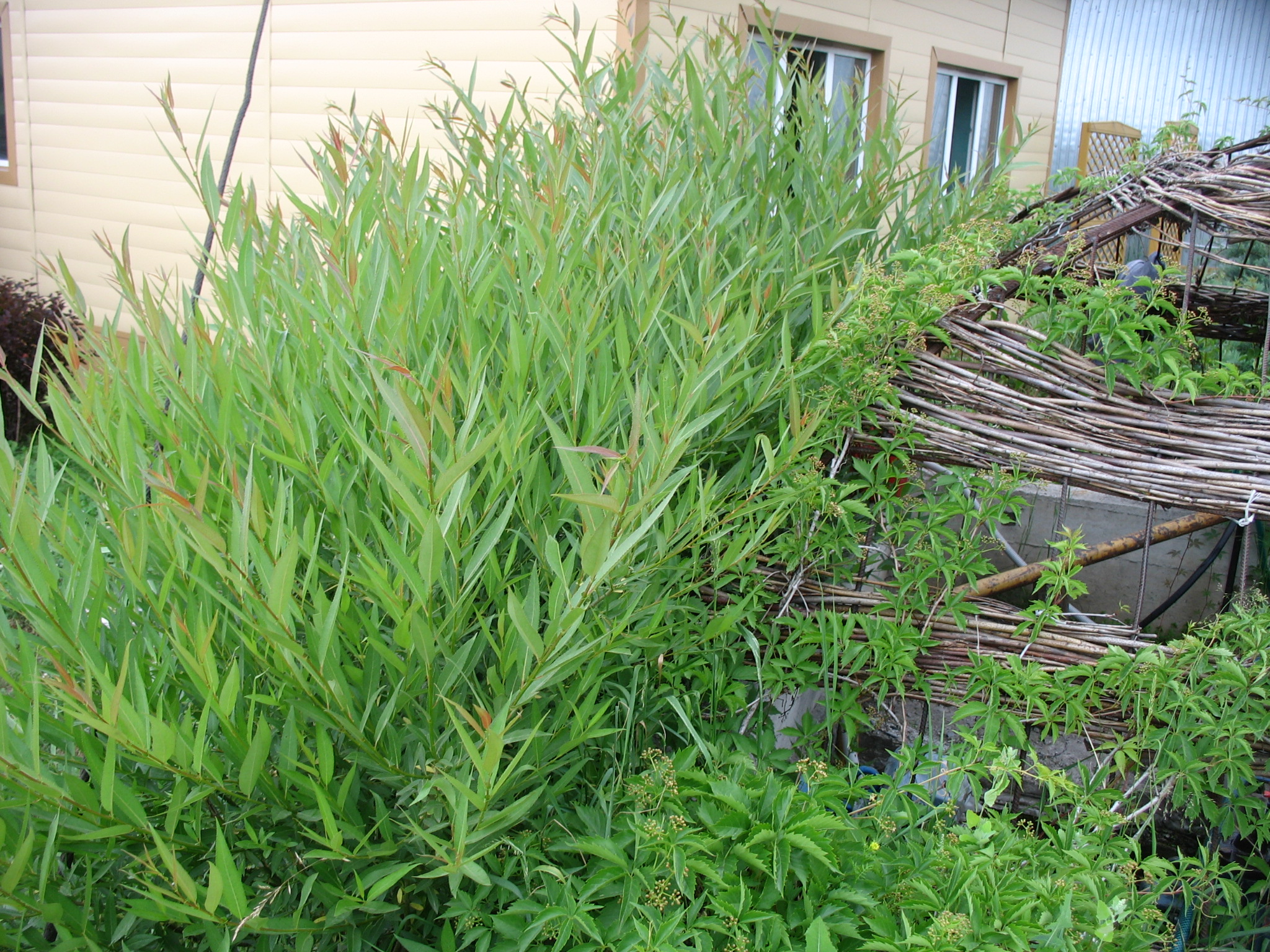

Це невелике дерево чи кущ 1–3 метри заввишки.

## Середовище проживання
Китай, Японія, Північна й Південна Корея, Монголія.

## Загрози
Немає.

## Використання
Цей вид має потенціал для використання в медицині, оскільки його кора містить саліцин. Іноді використовується для виготовлення кошиків і широко культивується.